# Tiên hắc ám 2
Tiên hắc ám 2 (tên gốc tiếng Anh: Maleficent: Mistress of Evil) là phim điện ảnh kỳ ảo phiêu lưu của Mỹ năm 2019 do hãng Walt Disney Pictures chịu trách nhiệm sản xuất, với chỉ đạo đạo diễn của Joachim Rønning cùng phần kịch bản do Linda Woolverton, Micah Fitzerman-Blue và Noah Harpster chấp bút. Đây là phần tiếp theo của phim Tiên hắc ám (2014), với Angelina Jolie quay trở lại với vai diễn nhân vật chính Maleficent. Elle Fanning, Sam Riley, Imelda Staunton, Juno Temple, và Lesley Manville cũng quay trở lại với những vai diễn trước đó của họ, với Harris Dickinson thay thế vai diễn của Brenton Thwaites từ phần phim trước, và Chiwetel Ejiofor, Ed Skrein, và Michelle Pfeiffer thủ vai những nhân vật mới. Lấy bối cảnh năm năm sau Tiên hắc ám, bộ phim chứng kiến nhân vật Maleficent phải đối mặt với nhận thức bị thao túng của vương quốc láng giềng về việc cô là một kẻ phản diện, đồng thời tác phẩm cũng đề cập tới sự trỗi dậy của một chủng tộc tiên hùng mạnh đang bị đe dọa tuyệt chủng được gọi là Hắc Tiên.
Sau khi phần phim trước được phát hành vào tháng 5 năm 2014, Angelina Jolie tuyên bố rằng phần phim tiếp theo có thể được thực hiện. Dự án chính thức được công bố vào tháng 6 năm đó, và Jolie ký hợp đồng vào tháng 4 năm 2016. Joachim Rønning, đồng đạo diễn của phim Pirates of the Caribbean: Salazar báo thù (2017) của Disney, được mời về ngồi ghế đạo diễn của tác phẩm vào tháng 10 năm 2017, và dàn diễn viên được bổ sung hoặc xác nhận vào tháng 5 năm 2018. Cũng vào tháng đó, quá trình quay phim bắt đầu ở Pinewood Studios tại Buckinghamshire, Anh và kéo dài đến tháng 8. Trailer quảng bá phim được đăng tải vào ngày 13 tháng 5 năm 2019, và trailer chính thức đầu tiên được phát hành vào ngày 8 tháng 7 năm 2019.
Tiên hắc ám 2 được phát hành tại Hoa Kỳ vào ngày 18 tháng 10 năm 2019, đồng thời cũng khởi chiếu tại Việt Nam cùng ngày. Phim thu về hơn 492 triệu đô la toàn cầu, trong khi đó tác phẩm cần thu về khoảng 500 triệu đô la để thu về lợi nhuận. Tác phẩm nhận được nhiều đánh giá trái chiều từ các nhà phê bình, với những lời chỉ trích nhắm vào "cốt truyện lộn xộn cùng phần hình ảnh quá giả tạo", nhưng lại nhận được nhiều lời khen ngợi cho diễn xuất của Jolie, Fanning và Pfeiffer. Phim nhận được một đề cử giải Oscar cho Hóa trang xuất sắc nhất tại Giải Oscar lần thứ 92.

## Nội dung
Năm năm sau những sự kiện trong phần phim trước, công chúa Aurora được làm nữ hoàng xứ Moors và Maleficent là người bảo vệ xứ sở này. Vương quốc láng giềng Ulstead, nhà của hoàng tử Phillip, luôn xem Maleficent là kẻ xấu. Diaval, con quạ đen của Maleficent, nhìn thấy Phillip cầu hôn Aurora. Anh về báo tin này cho Maleficent, cô phản đối đám cưới của Aurora, dù Aurora nói rằng sẽ chứng minh Maleficent đã sai. Vua John và hoàng hậu Ingrith, cha mẹ của Phillip, mời Maleficent đến lâu đài để ăn tối. Ingrith tìm cách chọc giận Maleficent, buộc tội cô đã giết hai người được thấy gần xứ Moors. Maleficent nổi giận và bị nghi ngờ nguyền rủa vua John khi ông đột ngột rơi vào hôn mê sâu. Khi Maleficent bay ra khỏi lâu đài, Gerda, người hầu của Ingrith đã bắn Maleficent bằng viên đạn sắt.
Maleficent rơi xuống biển và được cứu mạng bởi một sinh vật có cánh giống cô. Cô tỉnh lại trong một hang động, nơi những người có hình dáng giống cô đang lẩn trốn. Trong số họ có Conall, người thủ lĩnh đã cứu Maleficent, và Borra, người luôn muốn giao chiến với con người. Maleficent nằm trong số những Hắc Tiên cuối cùng còn sót lại, đồng thời cũng là hậu duệ cuối cùng của chim Phượng hoàng, tổ tiên cổ xưa của Hắc Tiên. Vì phép thuật của Maleficent quá cao siêu nên Conall và Borra tin rằng cô sẽ là người kết thúc xung đột giữa Hắc Tiên và con người.
Đám cưới của Phillip và Aurora sắp diễn ra. Aurora vui mừng vì các sinh vật xứ Moors đều được mời đến dự lễ cưới. Aurora phát hiện ra hoàng hậu Ingrith thù ghét các sinh vật xứ Moors, bà đổ tội cho họ đã làm anh trai bà chết. Ingrith âm mưu giết các sinh vật xứ Moors bằng vũ khí sắt và loại bột nguy hiểm. Bà cũng là người đã nguyền rủa vua John rồi vu oan cho Maleficent. Khi các sinh vật xứ Moors đến, họ bị nhốt trong một nhà thờ. Gerda thả loại bột gây chết người ra bằng cách chơi đàn, các sinh vật lần lượt bị giết. Bà tiên Flittle hi sinh thân mình phá hỏng cây đàn, hai bà tiên còn lại là Knotgrass và Thistlewit làm Gerda rơi từ trên cao xuống đất và chết.
Đội quân Hắc Tiên tổ chức một cuộc tấn công vào vương quốc Ulstead nhưng bị các binh lính thảm sát cho đến khi Maleficent, mang sức mạnh của Phượng hoàng, tham gia trận chiến. Ingrith dùng cây nỏ bắn Aurora. Maleficent cứu mạng Aurora nên bị mũi tên đâm trúng và tan thành tro bụi. Khi nước mắt của Aurora rơi xuống đống tro bụi, Maleficent được hồi sinh với hình dạng con chim Phượng hoàng khổng lồ. Ingrith sợ hãi bỏ chạy nhưng bị Borra và các Hắc Tiên khác bắt lại. Maleficent trở lại với hình dạng bình thường của cô và chúc phúc cho Aurora và Phillip. Phillip tuyên bố hòa bình giữa Hắc Tiên và con người, buộc các binh lính dừng tay lại. Maleficent giúp vua John tỉnh lại, biến Ingrith thành con dê như một sự trừng phạt cho tội ác của bà. Sau khi Aurora và Phillip hoàn tất lễ cưới, Maleficent rời đi cùng các Hắc Tiên khác, họ bay lên trời cao.

## Diễn viên
- Angelina Jolie vai Maleficent
- Elle Fanning vai Công chúa Aurora
- Harris Dickinson vai Hoàng tử Phillip
- Robert Lindsay vai Vua John[4]
- Michelle Pfeiffer vai Hoàng hậu Ingrith
- Chiwetel Ejiofor vai Conall[5]
- Ed Skrein vai Borra
- Sam Riley vai Diaval
- Imelda Staunton vai Knotgrass
- Juno Temple vai Thistlewit
- Lesley Manville vai Flittle
- Warwick Davis vai Lickspittle[6]
- Jenn Murray vai Gerda
- David Gyasi vai Percival
- Judith Shekoni vai Shrike
- John Carew[7]
- Freddie Wise[8]

## Sản xuất

### Phát triển
Vào ngày 3 tháng 6 năm 2014, sau khi phát hành bộ phim đầu tiên, Angelina Jolie ám chỉ rằng có khả năng phần tiếp theo của Tiên hắc ám sẽ được bật đèn xanh. Ngày 15 tháng 6 năm 2015, Walt Disney Pictures cho biết phần phim tiếp theo đang được thực hiện và Linda Woolverton sẽ trở lại viết kịch bản cho bộ phim. Mặc dù sự trở lại của Jolie trong phần phim tiếp theo vẫn chưa được chắc chắn, nhưng kịch bản được xây với việc Jolie sẽ đảm nhiệm vai chính. Ngoài ra, Joe Roth được cho là sẽ trở lại với tư cách là nhà sản xuất của bộ phim. Ngày 25 tháng 4 năm 2016, Disney chính thức xác nhận sự trở lại của Jolie với tư cách là nhân vật chính. Vào ngày 29 tháng 8 năm 2017, có nguồn tin cho biết Jez Butterworth sẽ viết lại phần kịch bản của Woolverton, trong khi Roth đã được xác nhận sẽ tham gia dự án với tư cách nhà sản xuất. Vào tháng 9 năm 2017, Jolie tuyên bố rằng họ "đang làm việc với phần kịch bản của phim và đây sẽ là một phần phim đầy chất lượng." Vào ngày 3 tháng 10 năm 2017, Deadline cho biết bộ phim sẽ do Joachim Rønning chịu trách nhiệm đạo diễn và sẽ khởi quay vào quý đầu của năm 2018.

### Tuyển vai
Tháng 4 năm 2018, Ed Skrein đã được tuyển vào vai một hắc tiên, còn Elle Fanning được xác nhận trở lại với nhân vật Công chúa Aurora từ phần phim trước. Michelle Pfeiffer cũng được bổ sung vào dàn diễn viên với vai diễn một nữ hoàng, sau đó các nguồn tin cũng làm rõ nhân vật này là một nữ hoàng độc ác tên là Ingrith.
Vào tháng 5 năm 2018, có nguồn tin cho biết Harris Dickinson sẽ thay thế Brenton Thwaites với vai Hoàng tử Phillip, do vấn đề xung đột lịch làm việc của Thwaites.
 Jenn Murray, David Gyasi, Chiwetel Ejiofor và Robert Lindsay cũng được công bố nằm trong dàn diễn viên. Sam Riley, Imelda Staunton, Juno Temple và Lesley Manville cũng sẽ trở lại với vai diễn của họ từ phần phim trước. Tháng 6 năm 2018, Judith Shekoni tham gia dàn diễn viên.

### Quay phim
Quá trình quay phim chính bắt đầu từ ngày 29 tháng 5 năm 2018 tại Pinewood Studios ở Buckinghamshire, Anh. Phim đóng máy vào ngày 24 tháng 8 năm 2018.

### Hậu kỳ
Phần hiệu ứng hình ảnh của Tiên hắc ám 2 được cung cấp bởi Moving Picture Company và Mill Film, dưới sự giám sát của Jessica Norman, Damien Stumpf, Brian Litson, Ferran Domenech và Laurent Gillet, với Gary Brozenich giữ vai trò giám sát tổng quát.

### Âm nhạc
Ngày 22 tháng 5 năm 2019, Geoff Zanelli chính thức được xác nhận sẽ đảm nhiệm vai trò biên soạn phần nhạc nền phim, thay thế vai trò của James Newton Howard trong phần phần trước. Bộ phim đánh dấu sự hợp tác thứ hai của Zanelli và Rønning, sau Pirates of the Caribbean: Salazar báo thù (2017). Zanelli cho biết "cách kể chuyện của Tiên hắc ám 2 thật tuyệt vời", đồng thời nhận định "việc thực hiện phần nhạc nền [của bộ phim] quả như một giấc mơ trở thành hiện thực". Ngày 20 tháng 9 năm 2019, bài hát "You Can't Stop the Girl" do Bebe Rexha trình bày được phát hành dưới dạng đĩa đơn từ nhạc phim.

## Khởi chiếu
Tiên hắc ám 2 được khởi chiếu ngày 18 tháng 10 năm 2019 bởi hãng Walt Disney Pictures. Ban đầu, ngày dự kiến khởi chiếu của phim được thông báo là ngày 29 tháng 5 năm 2020.

### Quảng bá
Trailer quảng bá đầu tiên của phim được phát hành vào ngày 13 tháng 5 năm 2019. Ngày 8 tháng 7 năm 2019, trailer chính thức của phim được phát hành, tiết lộ nhân vật do Chiwetel Ejiofor thủ vai.

## Đón nhận

### Doanh thu phòng vé
Tiên hắc ám 2 thu về 113,9 triệu USD chỉ tính riêng tại thị trường Mỹ và Canada và 377,8 triệu USD tại các quốc gia và vùng lãnh thổ khác, đưa tổng mức doanh thu toàn cầu lên tới 491,7 triệu USD. Ước tính bộ phim sẽ cần thu về 400–475 triệu đô la toàn cầu để đạt điểm hòa vốn và khoảng 500 triệu đô la để thu được lợi nhuận.
Tại thị trường Mỹ và Canada, Tiên hắc ám 2 được phát hành cùng thời điểm với Vùng đất thây ma: Cú bắn đúp dự kiến thu về 45–50 triệu USD từ 3.790 rạp chiếu phim trong dịp cuối tuần ra mắt. Tuy nhiên, sau khi thu về 12,5 triệu USD trong ngày đầu tiên công chiếu, bao gồm 2,3 triệu USD thu về từ suất chiếu sớm đêm thứ Năm, các ước tính đã giảm xuống còn 38 triệu đô la. Sau ba ngày cuối tuần ra mắt, tác phẩm thu về 36,9  triệu USD, đứng quán quân về doanh thu phòng vé tuần công chiếu nhưng số liệu này thấp hơn 47% so với con số 69,4 triệu USD ra mắt của phần phim đầu tiên. Doanh thu ra mắt thấp hơn mong đợi được cho là do khoảng thời gian dài 5 năm giữa hai phần phim, các ý kiến đánh giá trái chiều và sự cạnh tranh với các phim điện ảnh khác. Phim thu về 19,4 triệu USD trong dịp cuối tuần thứ hai công chiếu, giữ vững vị trí dẫn đầu trên bảng xếp hạng doanh thu phòng vé, trước khi tụt xuống hạng ba trong dịp cuối tuần thứ ba với 13,1 triệu đô la thu về.

### Đánh giá chuyên môn
Trên hệ thống tổng hợp kết quả đánh giá Rotten Tomatoes, phim nhận được 39% lượng đồng thuận dựa theo 255 bài đánh giá, với điểm trung bình là 8,85,1/10. Các chuyên gia của trang web nhất trí rằng, "Dù không hề bị nguyền, nhưng Tiên hắc ám 2 lại chẳng hề hỗ trợ dàn diễn viên cùng phần hình ảnh ấn tượng bằng một câu chuyện đủ ma thuật để biện minh cho sự tồn tại của tác phẩm." Trên trang Metacritic, phần phim đạt số điểm 43 trên 100, dựa trên 40 nhận xét, chủ yếu là những ý kiến trái chiều. Lượt bình chọn của khán giả trên trang thống kê CinemaScore cho phần phim điểm "A" trên thang từ A+ đến F, trong khi đó trang PostTrak cho biết 59% số khán giả cho phim phản hồi tích cực, cùng với đánh giá 4,5 trên 5 sao.

### Giải thưởng
| Giải thưởng                                           | Ngày                | Hạng mục                                        | Đề cử                                   | Kết quả   | Nguồn  |
| ----------------------------------------------------- | ------------------- | ----------------------------------------------- | --------------------------------------- | --------- | ------ |
| Giải Oscar                                            | 9 tháng 2 năm 2020  | Hóa trang xuất sắc nhất                         | Paul Gooch, Arjen Tuiten và David White | Đề cử     | [ 41 ] |
| Giải thưởng của Nghiệp đoàn chỉ đạo nghệ thuật        | 1 tháng 2 năm 2020  | Thiết kế sản xuất xuất sắc trong phim kỳ ảo     | Patrick Tatopoulos                      | Đề cử     |        |
| Giải thưởng của Hiệp hội thiết kế điện ảnh Anh Quốc   | 1 tháng 1 năm 2020  | Thiết kế sản xuất xuất sắc trong phim kỳ ảo     | Patrick Tatopoulos và Dominic Capon     | Đề cử     |        |
| Giải thưởng của Hiệp hội thiết kế phục trang          | 28 tháng 1 năm 2020 | Thiết kế phục trang xuất sắc trong phim kỳ ảo   | Ellen Mirojnick                         | Đoạt giải | [ 42 ] |
| Giải thưởng của Hiệp hội nghệ sĩ hóa trang và làm tóc | 11 tháng 1 năm 2020 | Kiểu tóc nhân vật và/hoặc thời kỳ xuất sắc nhất | Audrey Stern                            | Đề cử     |        |
| Giải Sao Thổ                                          | 2021                | Phim kỳ ảo hay nhất                             | Tiên hắc ám 2                           | Đề cử     | [ 43 ] |
| Giải Sao Thổ                                          | 2021                | Thiết kế sản xuất xuất sắc nhất                 | Patrick Tatopoulos                      | Đề cử     | [ 43 ] |
| Giải Sao Thổ                                          | 2021                | Hóa trang xuất sắc nhất                         | Arjen Tuiten và David White             | Đề cử     | [ 43 ] |